# Krzatma
Krzatma je tradicionalno bosansko jelo turskog porekla, koje označava ćevap od dinstane jagnjetine ili mlade ovčetine (bravetine) sa graškom, ili drugim povrćem.

## Opšte informacije
Jelo krzatma uglavnom je nepoznato ljudima koji dovoljno ne poznaju bosansku tradicionalnu kuhinju, jer je ponekad teško razlikovati klasični ćevap od krzatme.
Sama reč „krzatma” je turskog porekla, i označava ćevap koji se najčešće sprema od jagnjetine ili mlade ovčetine (bravetine) sa dinstanim graškom. Prema vrsti mesa krzatma može biti od jagnjećeg, telećeg, ovčijeg, junećeg, pilećeg i drugih vrsta mesa. U zavisnosti od priloga koji se uz meso servira, krzatma može biti sa povrćem ili žitaricma.
Prema vrsti sastojaka koji se koriste za pripremanje ovog ukusnog jela, u Bosni i Hercegovini danas je poznato više od desetak različitih vrsta krzatmi koje se služe u ugostiteljskim objektima i domaćinstvima.

## Način pripreme
Sastojci
- Meso — jagnjeće, ovče (bravetina ili dviska), goveđe, juneće, teleće ili pileće
- Začini — luk, so, aleva paprika
- Voda — malo

Priprema
- Jagneće, ovče, goveđe, juneće ili teleće meso (bajrit, rosbratna ili prsa, but ne dolazi u obzir) pre prženja na masnoći iseče se na komade.
- Meso se nakon prženja izvadi u drugu šerpu, a na masnoći na kojoj je prženo, proprži se da porumeni na kockice iseckani crni luk i odozgo po ukusu posoli. Zatim se doda aleva paprike i sve to saspe na meso (krzatmu).
- U proprženu masu se zatim doda malo čiste voda da masa ogrezne u njoj, i to sve se kuva na slaboj vatri dok se krzatma sasvim ne skuva (omekša).
- Kao prilog uz krzatmu servira se povrće po želji, najbolje grašak, riža ili rezanci. Prilog se pre servirazanja prelije saftom iz krzatme.[2]

## Literatura
- M. Jasić, Tehnologija voća i povrća, Tehnološki fakultet Tuzla i Tempus, 2007.
- M. Jasić, Zaštita oznake autohtonih prehrambenih proizvoda, Nerda Tuzla, 2009.